# Quân đoàn 52 (Đức Quốc xã)
Quân đoàn 52 (LII. Armeekorps),là một lực lượng cấp quân đoàn trong quân đội Đức Quốc xã đã tham gia thế chiến thứ 2. Quân đoàn này đã bị xóa sổ trong chiến dịch phản công Jassy-Kishinev (1944).

## Tư lệnh
Tướng Bộ binh Kurt von Briesen, 25 tháng 11 năm 1940 - Ngày 20 tháng 11 năm 1941.
Trung tướng Albert Zehler, 20 tháng 11 năm 1941 - Ngày 10 tháng 12 năm 1941.
Tướng Bộ binh Eugen Ott, 10 tháng 12 năm 1941 - Ngày 1 tháng 10 năm 1943.
Tướng Bộ binh Hans-Karl von Scheele, 1 tháng 10 năm 1943 - Ngày 20 tháng 11 năm 1943.
Tướng Bộ binh Erich Buschenhagen, 20 tháng 11 năm 1943 - Ngày 1 tháng 2 năm 1944
Tướng Bộ binh Rudolf von Bünau, 1 tháng 2 năm 1944 - Ngày 1 tháng 4 năm 1944
Tướng Bộ binh Erich Buschenhagen, 1 tháng 4 năm 1944 - Tháng 8, 1944